# 劉禎 (永樂進士)
劉禎（14世紀—15世紀），北直隸大名府清豐縣人，明朝政治人物。

## 生平
劉禎是永樂十二年（1414年）舉人，次年（1415年）聯捷進士，獲授監察御史，在朝廷不避權貴，經常懇切地上疏時事，最後因此觸怒皇帝而被殺，人們都為他可惜。